# (73874) 1997 BX1
(73874) 1997 BX1 – planetoida z pasa głównego asteroid okrążająca Słońce w ciągu 3,6 lat w średniej odległości 2,35 j.a. Odkryta 29 stycznia 1997 roku.